# Boiga saengsomi
Boiga saengsomi är en ormart som beskrevs av Nutphand 1985. Boiga saengsomi ingår i släktet Boiga och familjen snokar. Inga underarter finns listade.
Arten förekommer i provinsen Krabi i södra Thailand på Malackahalvön. Den lever i skogar i låglandet som påverkas av monsunregn. Honor lägger ägg.
Skogens omvandling till odlingsmark för oljepalmer hotar beståndet. Antagligen är utbredningsområdet inte större än 5 000 km². IUCN kategoriserar arten globalt som starkt hotad.